# Key to the City
Key to the City is een film uit 1950 onder regie van George Sidney, met in de hoofdrol Clark Gable en Loretta Young.

## Verhaal
Burgemeesters Steve Fisk en Clarissa Standish ontmoeten elkaar op een conventie in San Francisco en worden verliefd op elkaar. Alleen is niet iedereen blij voor ze.

## Rolverdeling
| Acteur          | Personage         |
| --------------- | ----------------- |
| Clark Gable     | Steve Fisk        |
| Loretta Young   | Clarissa Standish |
| Frank Morgan    | Duggan            |
| Marilyn Maxwell | Sheila            |
| Raymond Burr    | Les Taggart       |
| James Gleason   | Hogan             |
| Lewis Stone     | Silas Standish    |